# Thanh Xà Bạch Xà
Thanh Xà Bạch Xà (tiếng Hoa: 白蛇传说, tiếng Anh: The Sorcerer and the White Snake, It's Love hay Madame White Snake), còn có tên gọi khác là Truyền thuyết Bạch Xà, là một bộ phim điện ảnh Hồng Kông – Trung Quốc thuộc thể loại hành động – võ thuật ra mắt vào năm 2011 do Trình Tiểu Đông làm đạo diễn kiêm chỉ đạo võ thuật, với sự tham gia của các diễn viên gồm Lý Liên Kiệt, Huỳnh Thánh Y, Lâm Phong, Thái Trác Nghiên và Văn Chương.

## Lịch sử
Bộ phim chuyển thể từ câu chuyện Bạch Xà truyện trong truyền thuyết dân gian Trung Quốc. Phim được khởi quay vào ngày 10 tháng 9 năm 2010 và kết thúc vào ngày 16 tháng 1 năm 2011. Bộ phim sẽ được phát hành dưới dạng 3-D và tham gia Liên hoan phim Venice lần thứ 68 vào ngày 3 tháng 9 năm 2011. Phim dự kiến phát hành ở Hồng Kông vào ngày 29 tháng 9 năm 2011 và dự kiến phát hành ở Việt Nam vào ngày 30 tháng 9 năm 2011 với tên gọi Truyền Thuyết Bạch Xà.

## Nội dung
Vào thời nhà Tống dời đô về Lâm An, một lũ yêu ma từ trong rừng trốn ra, chúng toàn làm chuyện ác, khiến cho nhân gian phải gặp tai họa lớn. Trụ trì chùa Kim Sơn là Pháp Hải đại sư biết được, mang theo đệ tử là Năng Nhẫn xuống núi trừ diệt yêu quái, thay trời hành đạo. Họ đã chiến đấu quyết liệt với Tuyết Yêu, Hồ Yêu nghìn năm...
Bạch Xà ở trong núi sâu đã tu luyện được một nghìn năm, vì tịch mịch khó chịu nên cùng với Thanh Xà hóa thành hình người, lấy tên là Bạch Tố Trinh và Tiểu Thanh đến nhân gian du ngoạn, tình cờ gặp được một người hái thuốc là Hứa Tiên, Bạch Tố Trinh và Hứa Tiên yêu nhau, nhưng Hứa Tiên không biết Bạch Tố Trinh am hiểu y thuật là xà tinh đã tu luyện nghìn năm. Tiểu Thanh quyết định tác hợp cho Bạch Tố Trinh và Hứa Tiên, trên đường nàng gặp đồ đệ của Pháp Hải là Năng Nhẫn, hai người kết bạn, nhưng Năng Nhẫn không biết Tiểu Thanh là xà tinh. Vào lúc này, dơi tinh làm hại bách tính ở nhân gian, ai bị dơi tinh cắn phải đều sẽ biến thành dơi tinh. Năng Nhẫn không may gặp phải dơi tinh, một trận ác chiến xảy ra, Năng Nhẫn không may bị dơi tinh đả thương. Pháp Hải kịp thời đến cứu, cứu được tính mạng Năng Nhẫn. Cuối cùng dơi tinh bị Pháp Hải tiêu diệt.
Tiểu Thanh tụ tập một nhóm yêu tinh giả làm cha mẹ và gia nô của Bạch Tố Trinh, nghênh đón Hứa Tiên đến hỏi cưới Bạch Tố Trinh, cuối cùng Bạch Tố Trinh thực hiện được ước mơ kết duyên với Hứa Tiên. Lúc này Năng Nhẫn trúng phải yêu độc của dơi tinh nên thân thể dần biến thành yêu ma, cảm thấy vô cùng tuyệt vọng nên quyết định tìm đến cái chết, sau đó Tiểu Thanh xuất hiện, đem chuyện mình là yêu tinh nói cho Năng Nhẫn biết, phá hết mọi giới luật của Năng Nhẫn, nói với Năng Nhẫn rằng anh ta giờ đã trở thành đồng loại của Tiểu Thanh, bắt Năng Nhẫn đối mặt với sự thật...
Chuyện của Bạch Tố Trinh cuối cùng bị Pháp Hải phát hiện, Tiểu Thanh để Bạch Tố Trinh mang Hứa Tiên đi trước, một mình đánh nhau với Pháp Hải, Tiểu Thanh chống không nổi suýt bị Pháp Hải giết chết, may Năng Nhẫn kịp thời đến cản Pháp Hải, cứu thoát Tiểu Thanh. Năng Nhẫn đem thân hình yêu quái của mình đối diện với sư phụ, Năng Nhẫn cầu xin Pháp Hải tha cho Tiểu Thanh rồi gạt nước mắt chia tay sư phụ, Pháp Hải biết rằng Năng Nhẫn không thể nào quay đầu được nữa.
Vào tết Đoan ngọ, Pháp Hải truy tìm hành tung của Bạch Tố Trinh và Hứa Tiên, dùng kế làm Bạch Tố Trinh hiện ra nguyên hình, sau đó hai bên đánh nhau kịch liệt, kết quả hai bên đều thua trận bỏ chạy. Hứa Tiên vì cứu Bạch Tố Trinh, quyết định đến chùa Kim Sơn tìm cỏ tiên, không may bị yêu ma mà cỏ tiên canh giữ nhập vô người. Pháp Hải vì muốn cứu Hứa Tiên không bị hủy hoại bởi yêu ma nên cùng cách đồ đệ trong chùa Kim Sơn giải trừ cho Hứa Tiên. Bạch Tố Trinh và Tiểu Thanh nghe tin, nghĩ rằng Pháp Hải bắt Hứa Tiên, vội vàng đến chùa Kim Sơn tìm Pháp Hải để đòi người, hai bên lại giao đấu kịch liệt, Năng Nhẫn cũng đến giúp đỡ Tiểu Thanh. Bạch Tố Trinh cùng Tiểu Thanh dâng nước nhấn chìm chùa Kim Sơn nhưng cuối cùng thất bại, Bạch Tố Trinh bị Pháp Hải giam lại vĩnh viễn dưới đáy Lôi Phong tháp. Hứa Tiên hằng ngày đều đến quét sân quanh tháp để nhớ đến vợ mình còn Năng Nhẫn núp trên một tảng đá hướng mắt đến thầy mình. Pháp Hải ném trái táo cho Năng Nhẫn và nói rằng Năng Nhẫn rất hợp với bộ dạng này.

## Diễn viên
- Lý Liên Kiệt vai Pháp Hải
- Huỳnh Thánh Y vai Bạch Xà/Bạch Tố Trinh
- Lâm Phong vai Hứa Tuyên
- Thái Trác Nghiên vai Thanh Xà/Tiểu Thanh
- Văn Chương vai Năng Nhẫn
- Khương Vũ vai Quy Yêu
- Từ Nhược Tuyên vai Tuyết Yêu
- Đỗ Vấn Trạch vai Cáp Mô Yêu
- Dương Thiên Hoa vai Thỏ Yêu
- La Gia Anh vai Thần Bí Dược Sư
- Lâm Tuyết vai Kê Yêu

## Sản xuất
Các diễn viên hàng đầu bao gồm Nguyễn Kinh Thiên, Hà Nhuận Đông, Triệu Hựu Đình và Lâm Phong được tuyển chọn tham gia bộ phim. Cuối cùng Lâm Phong giành được vai diễn. Nguyễn Kinh Thiên và Triệu Hựu Đình bị cho là không nổi tiếng ở Trung Quốc còn Hà Nhuận Đông thì bị cho là không phù hợp với vai nam chính.
Lý Liên Kiệt đã được tiết lộ có tham gia trong dàn diễn viên của bộ phim này lúc phim khởi động sản xuất, tuy nhiên vai diễn của anh không được tiết lộ cho đến tháng 9 năm 2010 khi vai diễn của một số diễn viên được công bố: Lý Liên Kiệt vào vai Pháp Hải, Huỳnh Thánh Y vào vai Bạch Xà, Lâm Phong vào vai Hứa Tiên, Thái Trác Nghiên vào vai Thanh Xà và Văn Chương, người được Lý Liên Kiệt mời vào vai Năng Nhẫn, đồ đệ của Pháp Hải.
Về những pha hành động, Lý Liên Kiệt cho biết anh chưa bao giờ kiệt sức đến vậy. Anh nói:
Đánh với Bạch Xà xong lại phải đánh với Thanh Xà. Đánh với Thanh Xà xong lại phải đánh với yêu quái. Đánh yêu quái này xong lại phải đánh yêu quái khác. Đánh xong yêu quái này lại phải đánh thủy quái. Mỗi ngày trên trường quay tôi đã phải buông tiếng thở dài thật lớn.

Lâm Phong cho biết anh luôn bị chịu áp lực bởi những người khác:
Đặc biệt là Thái Trác Nghiên, cô ấy thậm chí còn yêu cầu đạo diễn bổ sung thêm các cảnh chiến đấu. Kết quả là có thêm các cảnh để tấn công tôi. Hơn nữa cô ấy đã chiến đấu quyết liệt hơn trước!

Bộ phim đóng máy vào ngày 16 tháng 1 năm 2011. Tựa đề gốc bằng tiếng Anh là Madame White Snake, logo phim đã được công bố trong buổi họp báo với tựa đề tiếng Anh chính thức là It's Love. Tuy nhiên tựa đề tiếng Anh đã được đổi thành The Sorcerer and the White Snake khi nhà phân phối phim được thông báo.

## Âm nhạc
Ca khúc chủ đề: Lời hứa (许诺), do Trần Thiếu Kỳ viết lời, Chol Joon Young (Hàn Quốc) viết nhạc, Yuta & Iki (Hàn Quốc) biên tập, Huỳnh Thánh Y và Lâm Phong biểu diễn.